# HC Coira
L'Hockey Club Coira, abbreviato HC Coira, è una squadra di hockey su ghiaccio dell'omonima città, nel Canton Grigioni, in Svizzera.

## Impianto di gioco
L'Hallenstadion di Coira, da non confondere con quello di Zurigo, ha una capienza di circa 6'500 posti.